# 玛丽娜·托齐尼
玛丽娜·托齐尼（義大利語：Marina Tozzini，？—），意大利女子游泳运动员。她曾代表意大利参加1996年夏季残疾人奥林匹克运动会游泳比赛，获得一枚银牌和一枚铜牌。